# Kostel svatého Václava (Kalek)
Kostel svatého Václava je římskokatolický filiální kostel zasvěcený svatému Václavovi v Kalku v okrese Chomutov. Od roku 1963 je chráněn jako kulturní památka. Spolu s hřbitovem stojí na nízkém návrší v jižní části vesnice.

## Historie
Kostel založil majitel panství Ferdinand Maxmilián Hrzán z Harasova. Stavba v barokním slohu byla vysvěcena v roce 1702. Za hraběnky Gabriely Buquoyové byly v letech 1821–1822 postaveny boční přístavky a věž. Kruchta pocházela z roku 1894. Ve druhé polovině dvacátého století kostel velmi zchátral. Již v roce 1971 se propadla část stropu, ale chátrání pokračovalo až do roku 1996, kdy byly zahájeny rekonstrukční práce.

## Stavební podoba
Jednolodní kostel má plochý strop. Půdorys konchou zaklenutého presbytáře je uvnitř půlkruhový, ale zvenčí trojboký. Z jižní strany k němu přiléhá sakristie. Na rozhraní lodi a presbytáře přiléhají k oběma bočním stranám patrové přístavky s oratořemi. V ose jihozápadního průčelí stojí věž.

## Vybavení
Zařízení kostela pocházelo ze druhé poloviny devatenáctého století. Na hlavním oltáři býval obraz z roku 1915 od Ebeharta Eyserta. Vybavení doplňovala kazatelna, sochy svatého Václava a Panny Marie a mramorová křtitelnice z roku 1872.

## Galerie

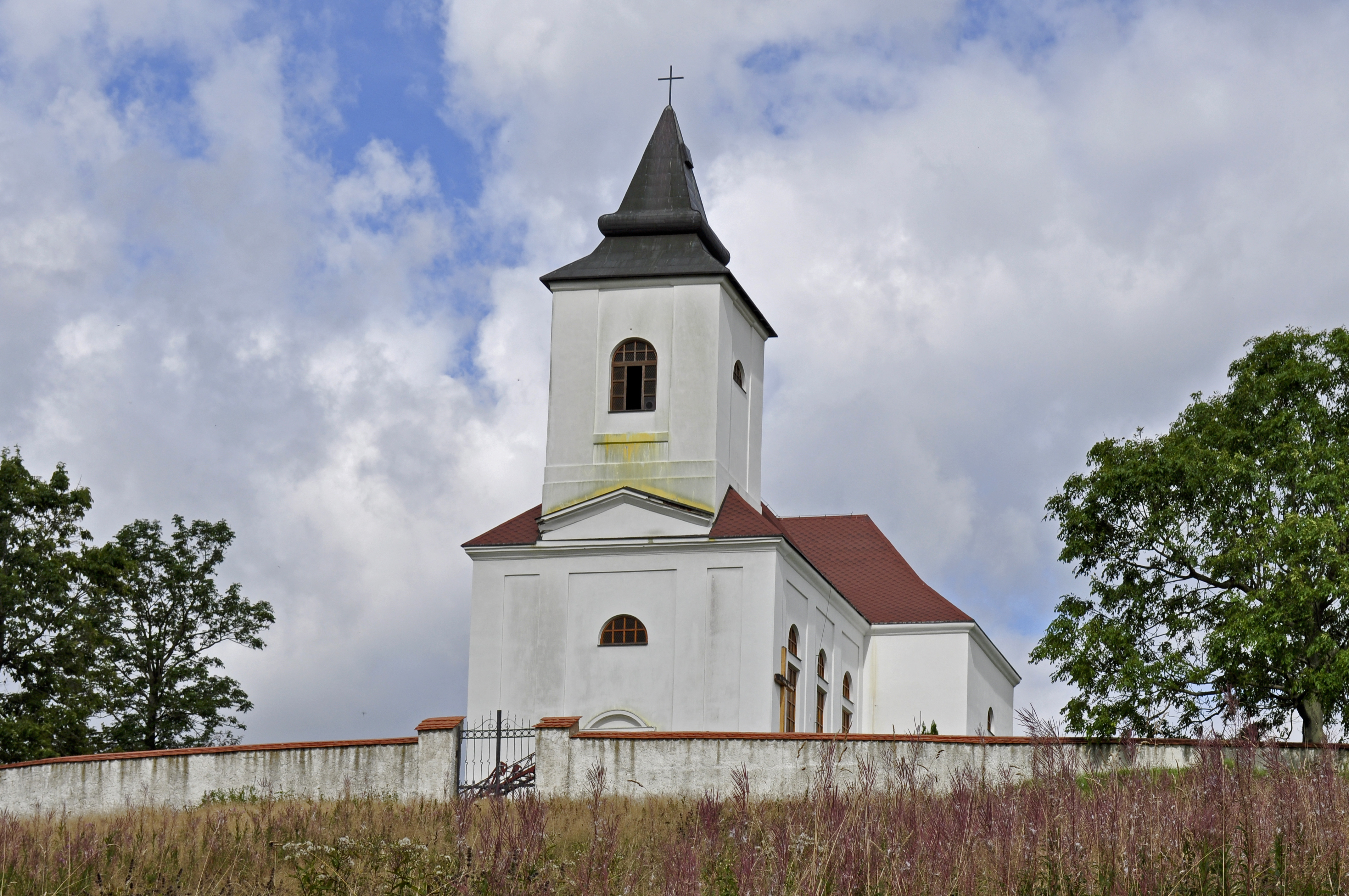
Průčelí
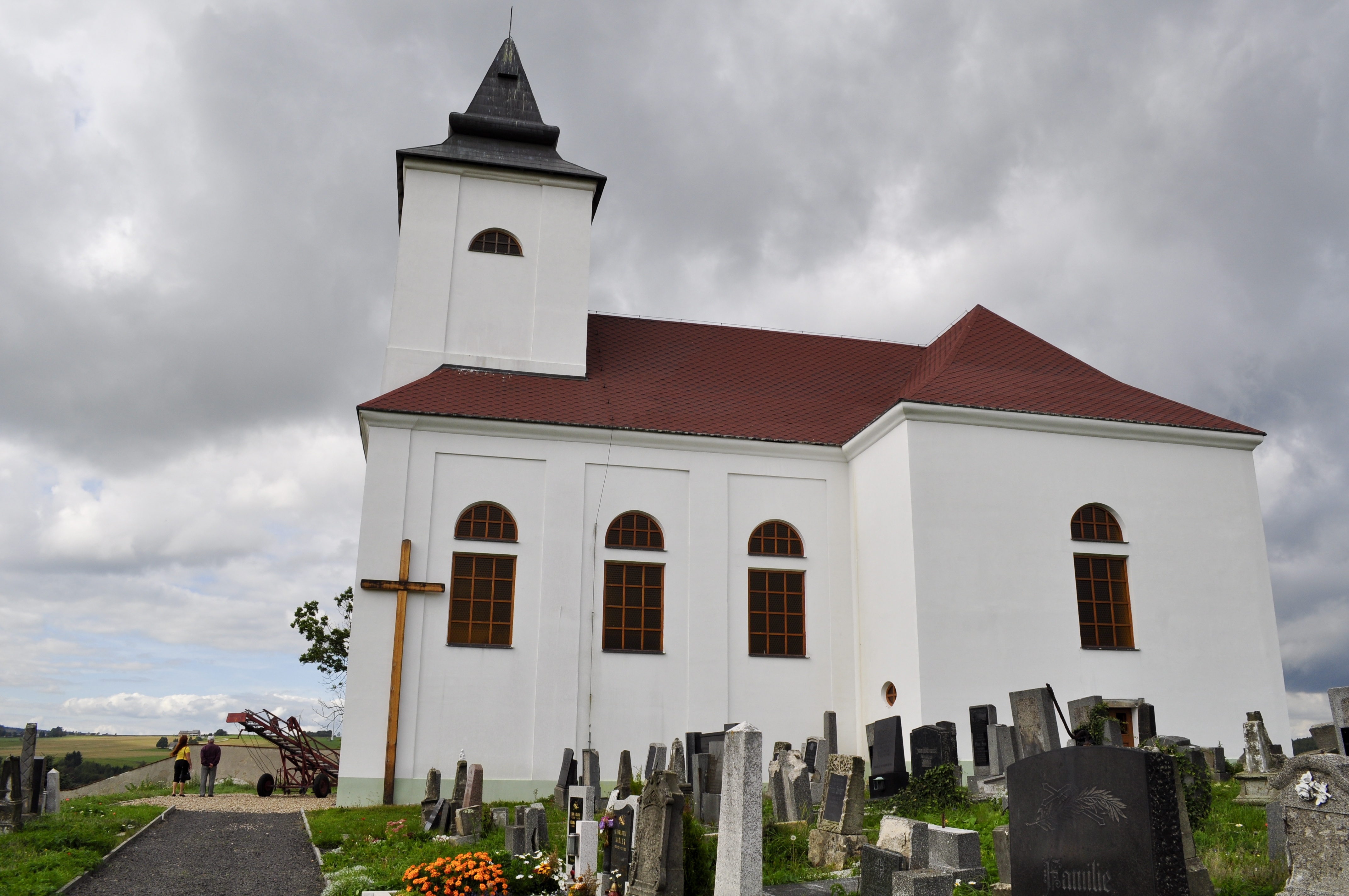
Kostel z jihovýchodu
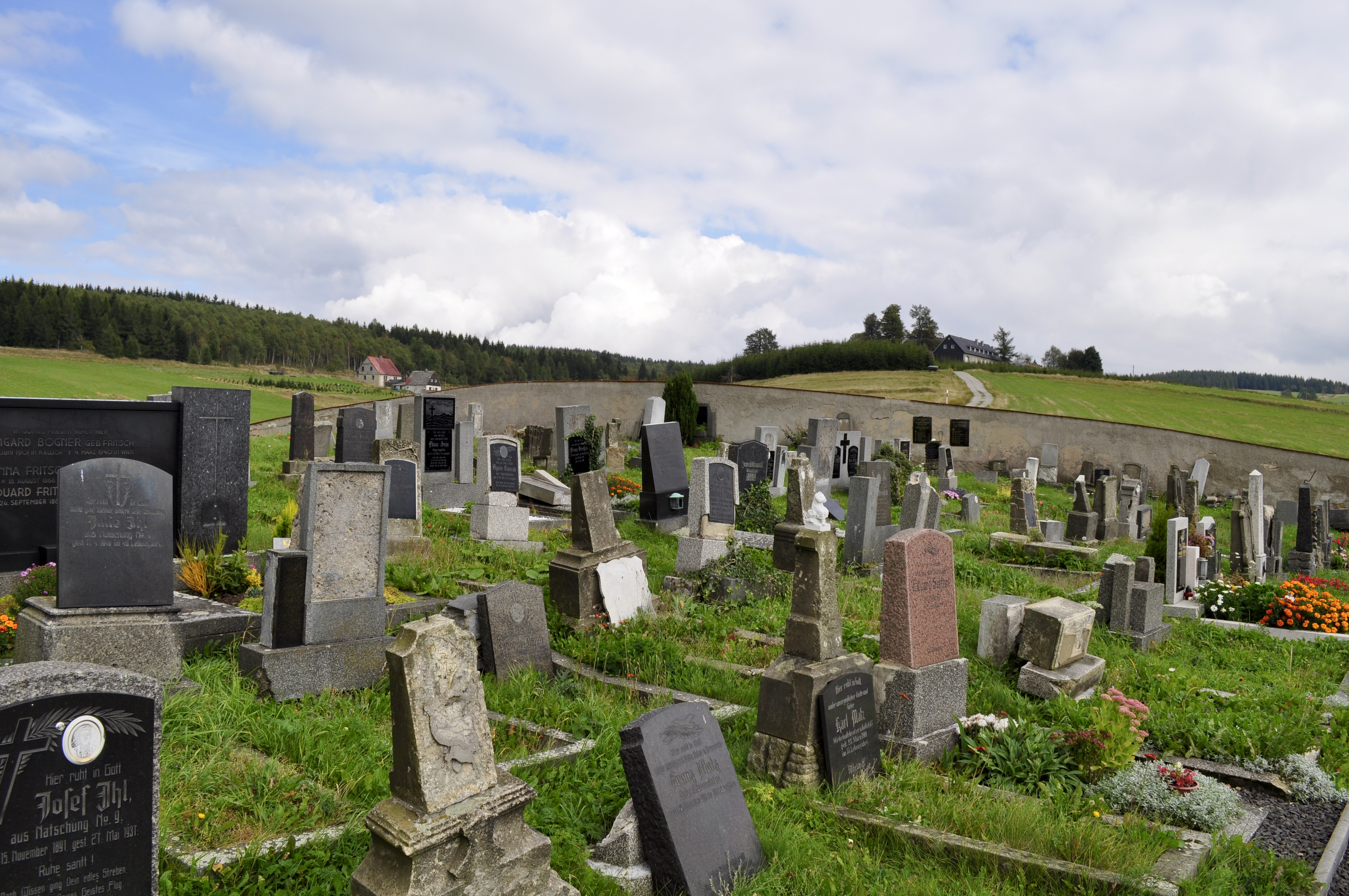
Hřbitov